# أندير هيريرا
أندير هيريرا أغويرا (بالإسبانية: Ander Herrera Agüera) (مواليد 20 أغسطس 1989 في بلباو - إسبانيا) لاعب كرة قدم إسباني يلعب في مركز الوسط المحوري مع نادي أتلتيك بيلباو الأسباني.

## مسيرته

### ريال سرقسطة
بدأ هيريرا مشواره مع الاحتراف في موسم 2008-09، في دوري الدرجة الثانية حيث شارك في 19 مباراة. وقال انه لعب لأول مرة في دوري الدرجة الأولى في 29 أغسطس من عام 2009، في الفوز 1-0 ضد تينيريفي.
خلال موسم 2009-10، كان هيريرا واحد من اللاعبين الأكثر استخداما لسرقسطة حيث نجح النادي في الاحتفاظ بمركز الدوري. وسجل أول هدف له في الدوري في 6ديسمبر، ولكن في الخسارة 1-4 خارج أرضه أمام ريال مايوركا.
في 2010-11 استمر هيريرا باللعب بشكل منتظم مع سرقسطة، في إطار كل من خوسيه اوريليو غاي وخليفته خافيير أغيري.

### أتلتيك بلباو
في 7 فبراير 2011 وافق على الانضمام لنادي مسقط رأسه اتلتيك بلباو ووقع على عقد مدته خمس سنوات مقابل نحو 7,5 مليون € اعتبارا من 1 يوليو. وحددت شروط فسخ العقد على 36 مليون € في المواسم الثلاثة الأولى له و 40 مليون € في الباقي.
قدمت لأول مرة هيريرا رسمية له للرياضي في 18 أغسطس 2011، لعب 90 دقيقة كاملة في التعادل 0-0 ضد طرابزون سبور لهذا الموسم الدوري الأوروبي. وبدا أنه في 54 مباريات رسمية في السنة الأولى من عمله مع النادي الباسكي (أربعة أهداف)، الذين وصلوا إلى كل من بطولة كوبا ديل ري ونهائيات الدوري الأوروبي.
وكان هيريرا موضوع العرض 24 مليون £ من مانشستر يونايتد في آغسطس عام 2013، ولكن تم رفض العرض من قبل اتلتيك بلباو.

### مانشستر يونايتد
في يوم 26 يونيو عام 2014، أعلن أتلتيك بلباو على موقعه الرسمي أنهم قد رفضوا عرضا بقيمة 28.85 مليون £ من مانشستر يونايتد للحصول على خدمات أندير هيريرا. إلا أنهم أكدوا في وقت لاحق أن هيريرا قد قام بتفعيل شرط فسخ العقد. وأعلن مانشستر يونايتد في نفس اليوم أنهم أكملوا توقيع هيريرا بعقد لمدة أربع سنوات في انتظار استلام شهادة الانتقال الدولية.

## روابط خارجية
- أندير هيريرا على موقع الاتحاد الدولي (مؤرشف)  (الإنجليزية)
- أندير هيريرا على موقع الاتحاد الأوربي (الإنجليزية)
- أندير هيريرا على موقع إي إس بي إن إف سي (الإنجليزية)
- أندير هيريرا على موقع قاعدة بيانات كرة القدم.إي يو (الإنجليزية)
- أندير هيريرا على موقع ليكيب (الفرنسية)
- أندير هيريرا على موقع ناشيونال فوتبول تيمز (الإنجليزية)
- أندير هيريرا على موقع Soccerbase.com (لاعب) (الإنجليزية)
- أندير هيريرا على موقع Soccerway.com (الإنجليزية)
- أندير هيريرا على موقع عالم كرة القدم.نت (الإنجليزية)
- أندير هيريرا على موقع كووورة